# Lahbib Ayoub
Pour les articles homonymes, voir Ayoub.
Lahbib Sid Ahmed Aouba, dit Lahbib Ayoub, (né en 1951 à Tifariti, au sud-est de Smara dans ce qui était alors le Río de Oro espagnol et mort le 1er novembre 2022) est un cofondateur et chef militaire du Front Polisario. Il a mené de nombreux combats du Polisario, avant de se rallier au Maroc en 2002.

## Biographie
Né à Tifariti en 1951 dans ce qui était alors le Sahara espagnol au sein de la faction Labouihat des Reguibat, Lahbib Ayoub fait partie de l'armée espagnole.

### Dirigeant du Polisario
En 1973, Lahbib Ayoub participe à la fondation du Front Polisario, qui vise à libérer le Sahara occidental de la tutelle espagnole puis marocaine. Proche du premier dirigeant du mouvement, El-Ouali Moustapha Sayed, Ayoub siège au sein du comité exécutif du mouvement de 1976 à 1989. Il devient ensuite ministre des territoires occupés (territoires sahraouis contrôlés par le Maroc).

### Faits d'armes
Pendant la guerre du Sahara occidental, Lahbib Ayoub mène de nombreux combats. Le 30 septembre 1973, il attaque avec une troupe de maquisards mal équipés un poste espagnol près d’Amgala. En décembre 1975, il mène un raid éclair du côté de Haouza contre les troupes marocaines chargés de « récupérer » le Sahara. Pour venger El-Ouali, tué devant Nouakchott le 6 juin 1976, il descend de Nouadhibou et occupe les faubourgs de la capitale mauritanienne d'où ses canons bombardent la présidence. En mai 1977, c’est lui qui dirige l’assaut sur la cité minière de Zouerate, où vivent plusieurs centaines de coopérants français et leurs familles. En janvier 1979, il aurait mené l'attaque de Tan-Tan, ville située en territoire marocain. En février, il s’en prend aux garnisons de Zag et de Jdiriya. En mai, à celle d’el-Khaloua, puis, trois mois plus tard, il attaque Bir Anzarane et Lebouirate. En 1980, lors de la bataille de l'Ouarkziz et de la bataille de Ras-el-Khanfra, il inflige de lourdes pertes aux grandes colonnes marocaines Ohoud, Larak et Zellagha, qui tentent de reprendre le contrôle du Sahara occidental et de le sécuriser. En octobre 1981, il commande lors de la bataille de Gueltat Zemmour, où les unités antiaériennes du Polisario abattent un C-130, deux chasseurs Mirage F1, un Northop F5 et un hélicoptère. Il dirige d'autres assauts contre le mur marocain qui isole le territoire tenu par les indépendantistes, notamment la bataille de Lemseied en 1983 et la bataille de Gueltat Zemmour en 1989.

### Départ du Front Polisario
En 2001, en désaccord avec Mohamed Abdelaziz sur les relations avec l'Algérie, Lahbib Ayoub quitte le Front Polisario et part au Mali rejoindre Mokhtar Belmokhtar. En octobre 2002, il rejoint le Maroc où il est reçu par Mohammed VI. Il s'engage à faire revenir le maximum de réfugiés et rappelle dans une interview la mainmise des conseillers militaires algériens sur le Polisario.
Dans le camp d’Aousserd, il laisse derrière lui sa mère et trois de ses frères : « Je ne suis pas inquiet pour eux, ils n’oseront jamais les toucher ». Par précaution pourtant, son épouse et ses enfants l’ont rejoint discrètement, via la Mauritanie, avant l’annonce de son ralliement.